# Central Coast Council
Central Coast Council is een Local Government Area (LGA) in Australië in de staat Tasmanië. Central Coast Council telt 21.253 inwoners. De hoofdplaats is Ulverstone.